# Phare de Bjargtangar
Le phare de Bjargtangar (en islandais : Bjargtangarviti) est un phare situé sur le cap de Látrabjarg, le point le plus à l'ouest d'Islande.

## Galerie

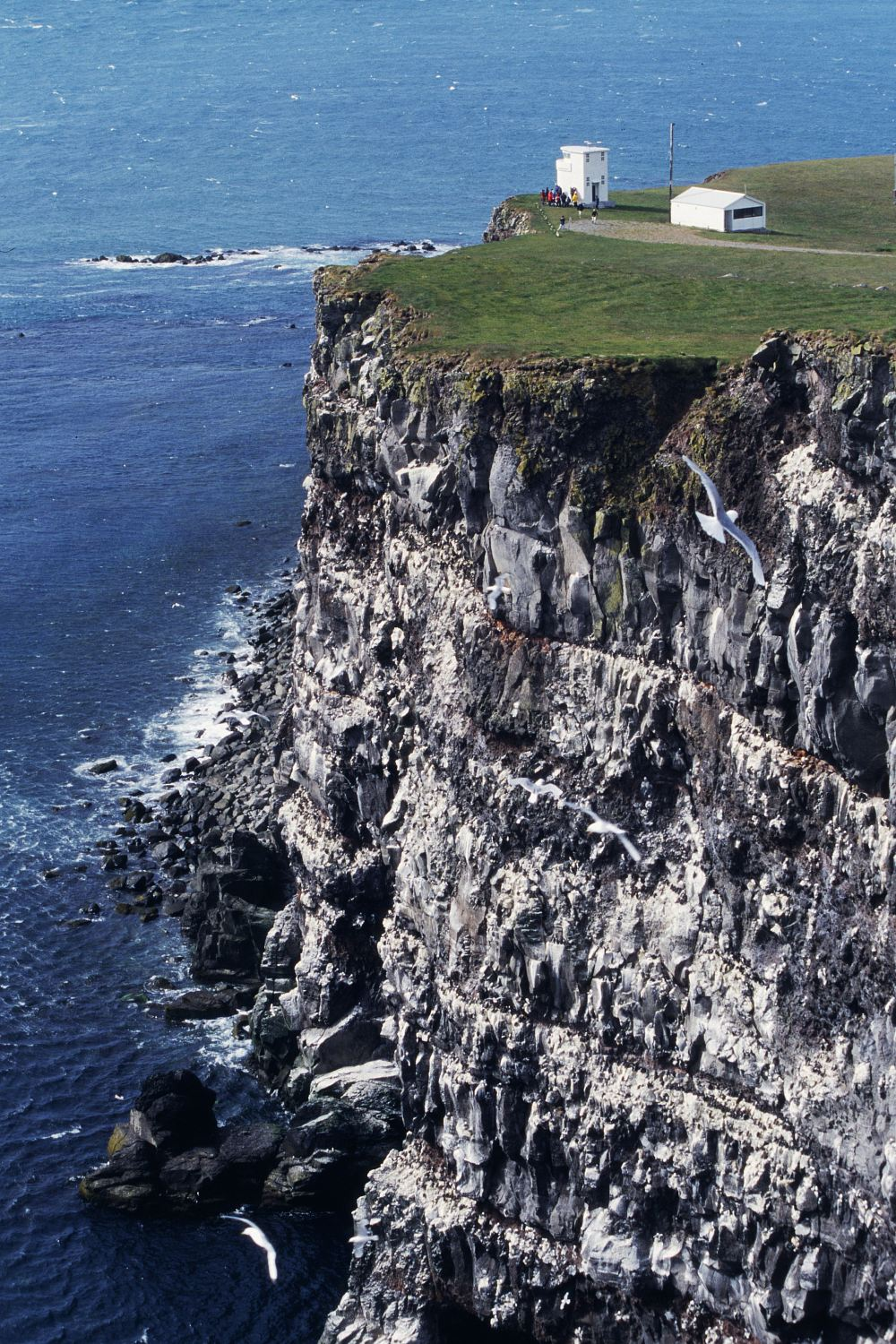
Le phare au sommet des falaises de Látrabjarg.